# سامسونج سي آند تي كوروبريشن
شركة سامسونج C&T هي شركة كورية جنوبية متخصصة في آعمال بناء هندسية والتبادل و الاستثمار التجاري.

## آعمال الشركة

### في نطاق البناء
- آعمال البناء:برجا بتروناس التوأم,تايبيه 101,برج خليفة.
- آعمال مدنية:جسر انشون المعلق,خط القطارات السريع C280في تايوان.
- بناء المحطات:مجمع البتر،كيماويات في تايوان,محطة توليد الطاقة النووية 5 و 6 في يوجي في كوريا
- آعمال البناء السكنية:قصر سامسونج البرجي،شقق سكنية على طريقة رايمن في سيؤول

## وصلات خارجية
- الموقع الرسمي ل Samsung C&T Corporation
- Samsung Engineering & Construction نسخة محفوظة 25 فبراير 2012 على موقع واي باك مشين.
- Samsung Trading & Investment
- Raemian (بالكورية)
- Pleomax